# Germain Glidden
Pour les articles homonymes, voir Glidden.
Germain Green Glidden, aussi dénommé Germain G. Glidden, né le 5 décembre 1913 à Binghamton et mort le 11 février 1999 à Norwalk, est un joueur de squash représentant les États-Unis. Il est champion des États-Unis à trois reprises consécutives en 1936, 1937 et 1938. En 2000, Germain G. Glidden fait partie de la classe inaugurale des intronisés au Temple de la renommée du squash américain.
Après sa carrière de joueur de squash, Il est peintre, muraliste, caricaturiste et fondateur en 1959 du National Art Museum of Sport (en), basé à Indianapolis.

## Biographie
Germain G. Glidden naît en 1913  à Binghamton, grandit à Englewood et étudie à la Phillips Exeter Academy et à Harvard.
Ses titres nationaux en squash incluent les intercollèges (1935 et 1936), les simples (1936, 1937 et 1938, invaincu), les doubles (1952) et les vétérans (1953, 1955 et 1956, de nouveau invaincu).
Après l'université, il étudie à l'Art Students League of New York et au Metropolitan Museum of Art.
Pendant la Seconde Guerre mondiale, il sert comme officier de marine à Hawaï, enseignant la reconnaissance instantanée des avions et des navires de surface. Il est ensuite devenu portraitiste.
Ses œuvres sont exposées à la bibliothèque de Churchill, au Fogg Art Museum et dans les salles nationales de renommée du baseball, du basketball et du tennis. Le Musée national d'art du sport a fait l'acquisition de ses portraits des présidents Ronald Reagan et George Bush.

## Palmarès

### Titres
- Championnats des États-Unis : 3 titres (1936, 1937, 1938)